# Henryk Ziętek
Henryk Ziętek (ur. 26 grudnia 1923 w Czeladzi, zm. 6 lipca 2005) – polski hutnik, cieśla górniczy i działacz komunistyczny, poseł na Sejm PRL IV kadencji.

## Życiorys
Ukończył szkołę podstawową w Gdyni. Uczył się zawodu rymarza w szkole zawodowej, której nie ukończył z powodu wywiezienia na roboty do Niemiec, z których uciekł w grudniu 1940 do okupowanej Polski. Do 1942 pracował dorywczo, a następnie w Hucie „Będzin”. Był współpracownikiem ruchu oporu. W 1943 aresztowano go i wywieziono do obozu Auschwitz, a następnie do Groß-Rosen i Buchenwaldu. Uciekł potem z transportu do Dachau i w lipcu 1945 powrócił do kraju. W latach 1945–1950 był zatrudniony w Warszawie – w Polskich Kolejach Państwowych i w Spółdzielni Rymarskiej „Równość”, po czym powrócił na tereny Zagłębia Dąbrowskiego. Od 1952 do 1958 pracował w Hucie „Milowice”, po której reorganizacji przeniósł się do Kopalni Węgla Kamiennego „Czeladź”, gdzie był cieślą górniczym.
W 1947 wstąpił do Polskiej Partii Robotniczej, z którą w 1948 przystąpił do Polskiej Zjednoczonej Partii Robotniczej. Pełnił funkcje I sekretarza podstawowej organizacji partyjnej w Spółdzielni „Równość”, przewodniczącym Rady Oddziałowej Związku Zawodowego w Hucie „Milowice”, a także sekretarzem oddziałowej organizacji partyjnej i członkiem plenum komitetu zakładowego PZPR w KWK „Czeladź”. Należał też do Ochotniczej Rezerwy Milicji Obywatelskiej. W 1965 uzyskał mandat posła na Sejm PRL w okręgu Sosnowiec, zasiadał w Komisji Zdrowia i Kultury Fizycznej.
W 1996 z żoną Lucyną otrzymali Medal za Długoletnie Pożycie Małżeńskie.
Pochowany na cmentarzu przy kościele pw. Matki Boskiej Bolesnej w Czeladzi-Piaskach (sektor D3, rząd 1, nr 14).